# Saint Louis Athletica
El Saint Louis Athletica fue un club de fútbol femenino estadounidense. Vestía de verde, y jugó en la WPS, en el Ralph Korte Stadium primero y el Anheuser-Busch Soccer Park más adelante.

## Historia
En 2006, tres años después de la quiebra de la WUSA, se anunció una nueva liga profesional de fútbol femenino, y se eligió Saint Louis como una de las ciudades participantes.
El Athletica fue fundado en 2008, y al año siguiente comenzó la WPS. En su debut fue 3º en la fase regular, y cayó en las semifinales de los play-off contra el Sky Blue FC.
Pero el club entró en números rojos, y en mayo de 2010, tras la 6ª jornada de su segunda temporada, desapareció, dejando la WPS con 7 equipos.

## Exjugadoras internacionales
- Sarah Walsh

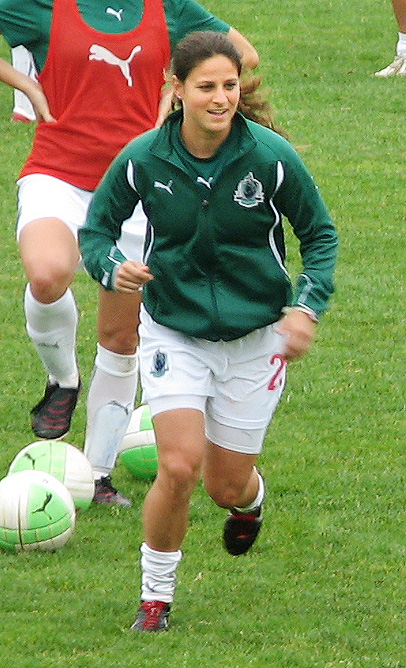
DiMartino en un entrenamiento en mayo de 2010, días antes de la quiebra del club

- Daniela Alves, Elaine Estrela, Francielle Manoel
- Melissa Tancredi
- Shannon Boxx, Lori Chalupny, Tina DiMartino, Tina Ellertson, Kendall Fletcher, Ashlyn Harris, Angie Kerr, Jillian Loyden, Hope Solo, Lindsay Tarpley
- Eniola Aluko, Anita Asante
- Aya Miyama
- Verónica Pérez
- Madeleine Edlund, Sara Larsson

Jorge Barcellos, que llevó a la selección brasileña a la final del Mundial 2007, fue el entrenador del equipo.